# Novecientos
El novecientos (900) es el número natural que sigue al ochocientos noventa y nueve y precede al novecientos uno.

## Propiedades matemáticas
- Es un número compuesto, que tiene los siguientes factores propios: 1, 2, 3, 4, 5, 6, 9, 10, 12, 15, 18, 20, 25, 30, 36, 45, 50, 60, 75, 90, 100, 150, 180, 225, 300, 450 y 900. Como la suma de sus factores es 1921 > 900, se trata de un número abundante.
- 900 es el cuadrado de 30.
- Es el cuadrado del producto de los tres primeros números primos racionales: (2×3×5)2.
- Tiene divisores cuadrados perfectos: 1, 4, 9, 25, 36, 100, 225, 900.

- Datos: Q741748
- Multimedia: 900 (number) / Q741748